# NGC 5432
NGC 5432 — двойная звезда в созвездии Дева.
Этот объект входит в число перечисленных в оригинальной редакции «Нового общего каталога».